# Bartaxt

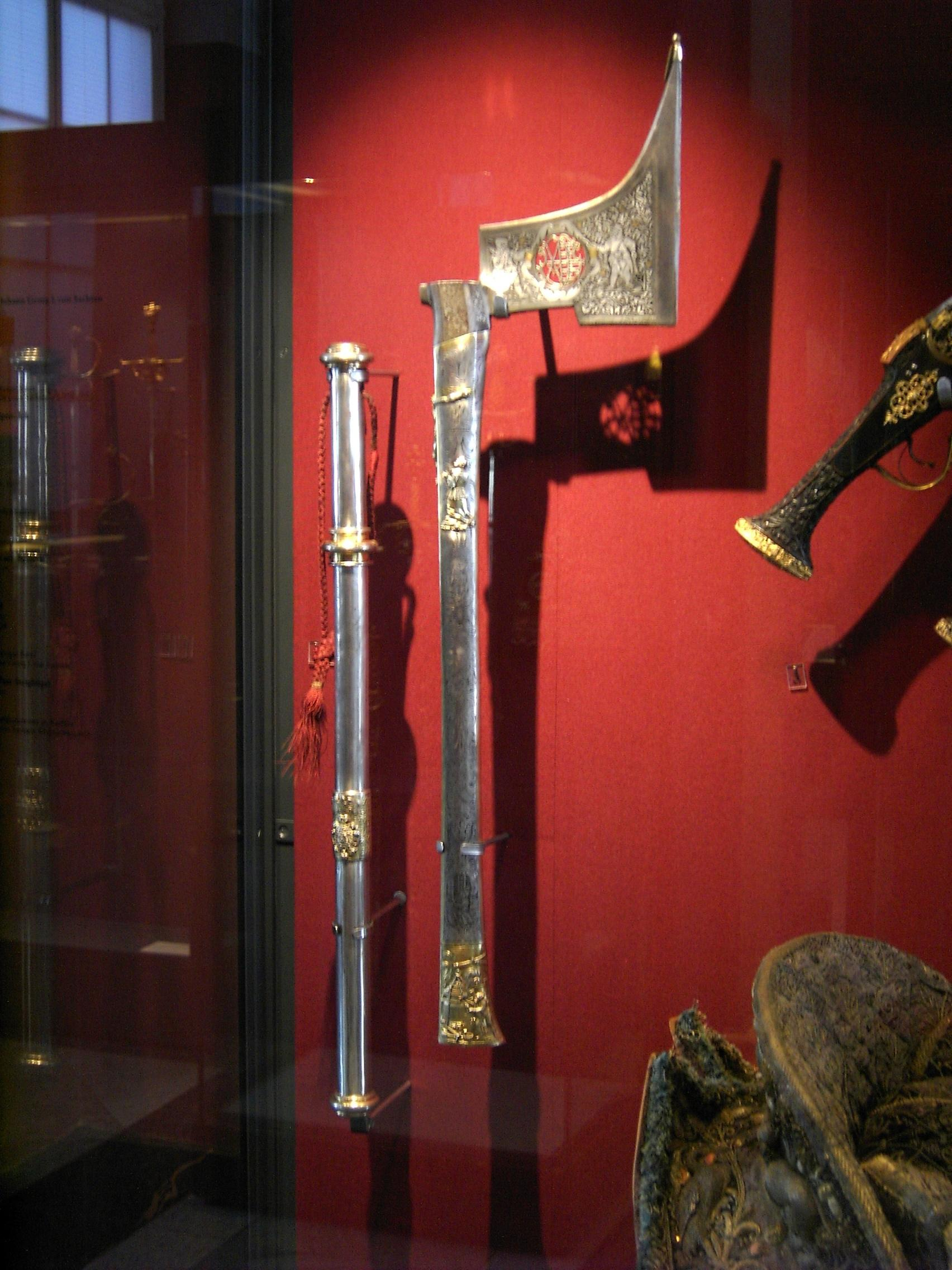
Beispiel einer Bartaxt (Bergbarte)

Die Bartaxt ist eine langgeschäftete Axt mit schwerem, einschneidigem Blatt (Klinge), welches nach vorn zum Schaft oder zur Spitze hin verlängert (ausgezogen) ist.
Bartäxte wurden in der Regel als Nahkampfwaffe benutzt. Manche Bartäxte wurden aber auch als Fernwaffe genutzt, indem sie aus der Entfernung in die feindlichen Reihen geschleudert wurden. Der Vorgänger der Bartaxt war wahrscheinlich die vom Aufbau und Gebrauch ähnliche Franziska der Franken. Zu den Bartäxten gehören unter anderem die Bardiche, die Lochaber-Axt und die Bergbarte. Die Bezeichnung Bartaxt ist eine Sammelbezeichnung für alle Äxte, die diesem Bauprinzip angehören. Die Klingenform der Bartaxt hat sich im Zimmermannsbeil erhalten.